# Trobridi sijedac
Trobridi sijedac (jadranski sijedac, trokutasti sijedac, trobridi sijedac, jadranska pevalekija; lat. Resetnikia triquetra; sin. Fibigia triquetra), vrsta biljke iz porodice krstašica, hrvatski endem iz Dalmacije (Biokovo, Omiš, Brač, i oko Imotskog). 
Biljka je izvorno uključivana u rod Farsetia, ali kako se nije uklapala u taj rod izdvojana je kasnije u druge rodove, Pevalekia i Fibigia (sijedac), no niti jedno ime nije bilo validno, pa je na kraju 2016. godine izdvojena u zasebni rod Resetnikia, koji je dobio ime po hrvatskoj znanstvenici Ivani Rešetnik.
Jedini je predstavnik roda.

## Sinonimi
- Alyssum triquetrum Port.
- Farsetia dalmatica Vis.
- Farsetia triquetra DC.
- Fibigia triquetra (DC.) Trinajstić
- Lunaria scabra Forssk.